# 種姓制度對印度政社結構的影響

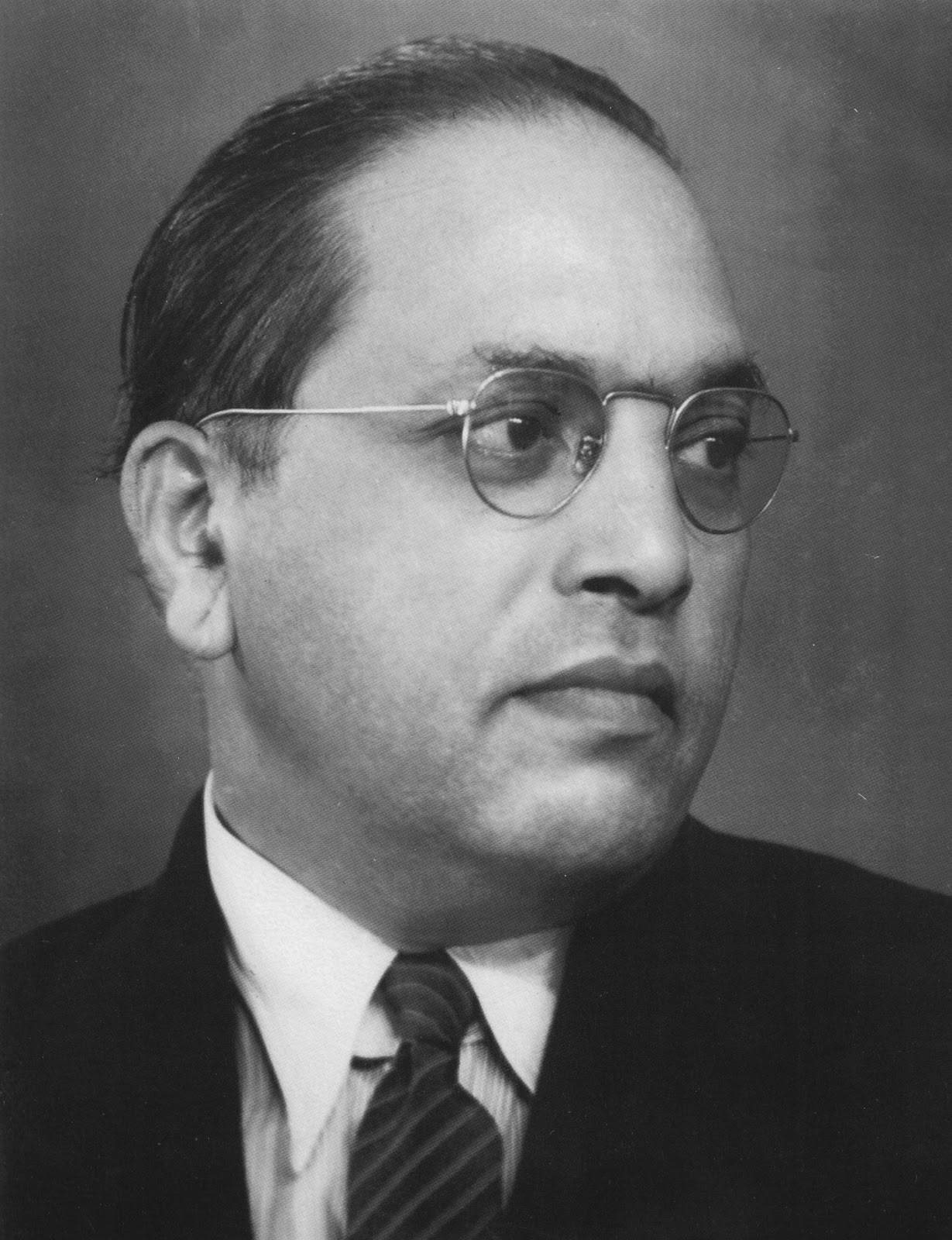
B·R·安貝德卡是一位社會改革家、法學家，也是印度憲法的主要起草人。他出身於馬哈爾種性，受到歧視（馬哈爾今日為印度15個邦指定為表列種姓和表列部落之一）。他被廣泛認為是現代印度史上最傑出的反種姓制度倡導者之一，並為根除種姓制度而奮鬥不懈。

印度的種姓制度是依據種姓進行社會分層的典型範例，在民族誌研究中具有代表性意義。其起源可追溯至古代印度，並在隨後的歷史進程中，受到中世紀、近代早期和現代印度，特別是蒙兀兒帝國衰落以及英屬印度確立之後的各個統治精英階層的塑造與改造。
印度的種姓制度起源於古代，最初以瓦爾那為核心進行階層劃分。婆羅門（祭司）和在一定程度上居於次要地位的剎帝利（統治者與武士）構成社會的精英階層，其後依序是吠舍（商人、商賈和農民），以及地位最低的首陀羅（勞動者）。然而，在這個傳統的瓦爾那體系之外，還存在著遭受壓迫、邊緣化和迫害的達利特（亦被稱為不可接觸者，或稱賤民）以及阿迪瓦西（部落居民）。隨著歷史演進，種姓制度日趨僵化，而迦提的出現更進一步加劇這種固化現象，催生出當地成千上萬個新的種姓和亞種姓。隨著伊斯蘭教在印度次大陸擴張（參見印度次大陸穆斯林時期），種姓的區別也在穆斯林社群內部逐漸形成。而在英國殖民統治時期，英國政府透過人口普查的分類方式，並給予基督徒和特定種姓群體優待，進一步將種姓制度鞏固。然而當地於1920年代發生的社會動盪，促使政府採行政策轉向，推動平權行動。時至今日，印度境內約有3,000個主要種姓，其下又細分為大約25,000個亞種姓。
種姓制度造成的差異不僅限於印度教社群，在印度次大陸的其他地區和宗教中也曾存在，例如在尼泊爾的佛教、基督教、伊斯蘭教、猶太教和錫克教等。許多改革派的印度教運動、佛教、錫克教、基督教以及當代的新佛教運動都曾對這種制度提出質疑並致力於改革。此外，印尼的峇厘島因受到印度文化的影響，也有種姓制度存在。
印度自1947年獨立後便在憲法中明文禁止基於種姓的歧視，並推行多項平權政策，以提升歷史上長期遭受邊緣化的群體。然而，雖然有這些法律和政策，種姓制度在印度社會中依然根深蒂固，基於種姓的歧視、隔離、暴力以及不平等現象至今仍持續存在。

## 定義與概念

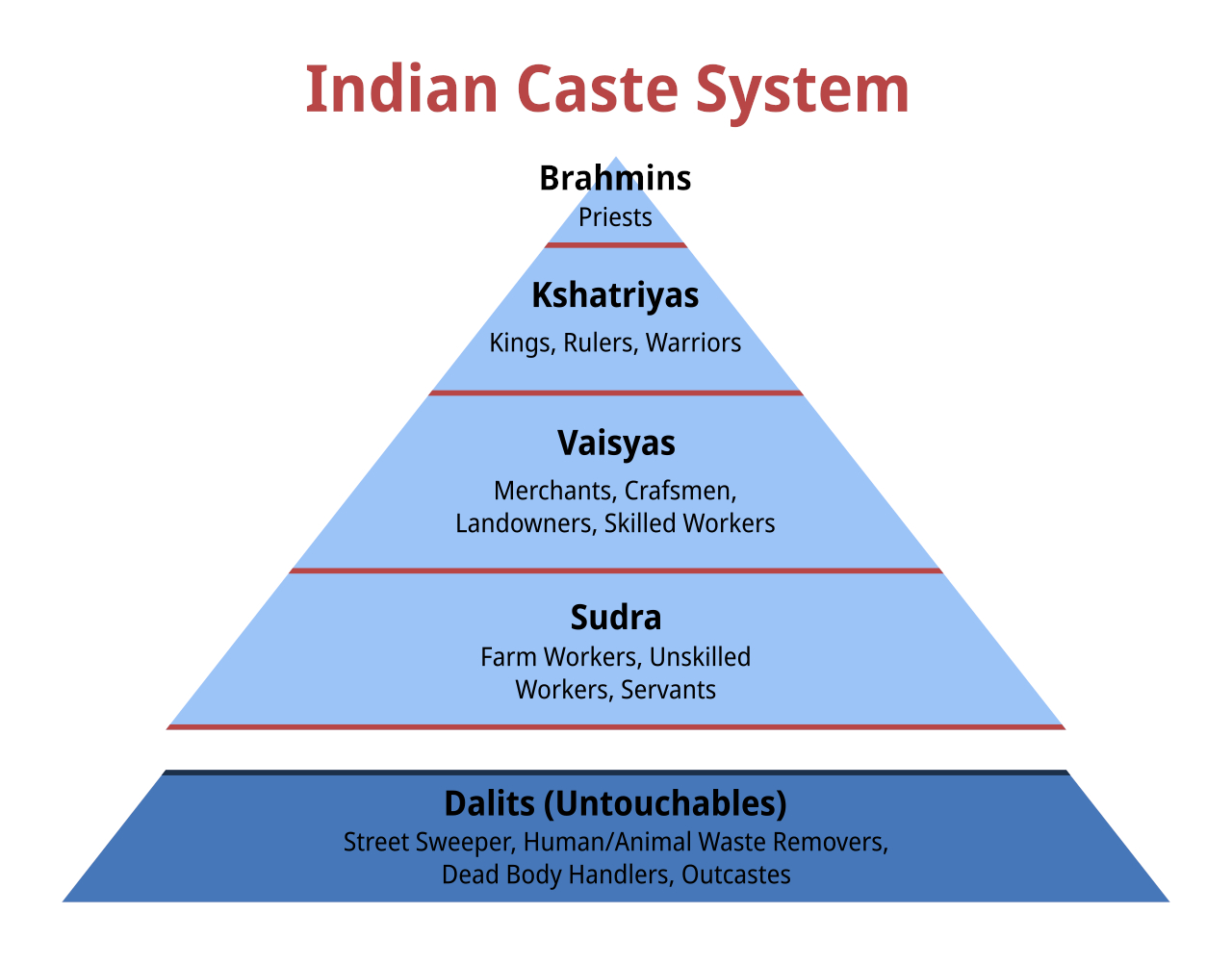
種姓制度階層的示意圖，描繪婆羅門（祭司）位於最高層，而達利特（歷史上被邊緣化為不可接觸者，被認為"處在種姓制度之外"）則位於最底層。

### 瓦爾那、迦提與種姓

#### 瓦爾那
"瓦爾那"意指類型、秩序、顏色或階級，它是一種將人群劃分為不同社會階層的體系，最早起源於吠陀時期的印度社會，並在古代印度文獻中被頻繁提及。這個體系包含四個主要的階層：婆羅門（司祭階級）、剎帝利（統治者、管理者與武士，亦稱為羅闍尼亞（Rajanyas））、吠舍（工匠、商人、貿易商與農民）以及首陀羅（勞動階級）。但須注意，瓦爾那的分類也隱含第五個範疇，指的是那些被認為完全處於這個體系之外的群體，例如部落民族和達利特（亦被稱為"不可接觸者"）。

#### 迦提
迦提在古代文獻中指的是"出生"，被提及的頻率較低，且與瓦爾那有明確的區別。瓦爾那共有四個，但迦提卻有成千上萬個。迦提是複雜的社會群體，缺乏普遍適用的定義或特徵，而且與過去常被認為的不同，更具彈性和多樣性。
某些研究種姓制度的學者認為迦提的基礎在於宗教，他們假定印度生活中神聖的元素也將世俗方面涵蓋在內，例如法國人類學家路易·杜蒙將迦提制度內存在的儀式等級描述為基於宗教的純潔與污染概念。然而，其他學者對此觀點提出異議，認為迦提是一種世俗的社會現象，其驅動力來自於經濟、政治，有時也受到地理環境的影響。根據知名東方宗教女性學者珍妮安·福勒（Jeaneane Fowler）指出，雖然有些人認為迦提是職業隔離，但事實上迦提的框架並不排除或阻止一個種姓的成員從事其他職業。
迦提的一個顯著特徵是內婚制。如女性學者蘇珊·貝利所言，"無論在過去還是對許多（但非所有）現代印度人而言，出生於特定迦提的人通常期望在自己的迦提內尋找婚姻對象。"
一項在2016年所做，基於對無親緣關係印度人中基因檢測的研究確定，實行內婚制的迦提起源於笈多王朝時期。
迦提在印度的印度教徒、穆斯林、基督徒和部落人民中都存在，且它們之間沒有明確的線性等級順序。

#### 種姓
"種姓"這個名詞源自葡萄牙語 "casta"，意指"人種、血統、品種"，最初的意思是"純粹或未混雜的（血統或品種）"。這個民詞原本並非印度語詞彙，但現在已廣泛應用於英語和印度各語言中，並常被視為瓦爾那和迦提的近似翻譯。

### 葛瑞伊於1932年的描述
印度社會學家G. S. 葛瑞伊在1932年寫道（雖然之前已有許多人進行過大量研究），
我們仍然沒一個真正普遍適用的種姓定義。在我看來，任何定義的嘗試都注定會失敗，因為這種現象實在太複雜了。另一方面，許多關於這個主題的文獻都因為名詞使用的不精確而有瑕疵。
葛瑞伊提出他認為適用於全印度的定義（他也承認在總體上確有區域性的差異）。他提出的種姓模式定義包含以下6個特徵：
- 社會被劃分為若干群體，他們的成員資格由出生決定。[36]
- 一個階層體系，通常婆羅門位於階層的頂端，但在某些情況下，這種階層秩序存在爭議。在不同的語言區域，數百個種姓普遍存在著一個大家都認可的等級劃分。[37]
- 對飲食和社會交往的限制，針對上層種姓可接受下層種姓提供的食物和飲料種類有著細緻的規定。這些規定存在很大的差異，而下層種姓通常會接受來自上層種姓的食物。[38]
- 隔離居住，各個種姓的人們居住在一起，但優勢種姓居住在中心區域，其他種姓則居住在邊緣地帶。[39]不同種姓之間在使用水井或街道方面存在限制：上層種姓的婆羅門可能不被允許使用下層種姓群體的街道，而一個被認為不潔的種姓可能不被允許從其他種姓成員使用的水井中取水。[40]
- 職業，通常為世襲。[41]缺乏自由選擇職業的權利，種姓成員會限制其同種姓的人從事他們認為有損身份的某些職業。葛瑞伊指出，種姓的這一特徵在印度的大部分地區並不存在，在這些地區，所有四個瓦爾那（婆羅門、剎帝利、吠舍和首陀羅）都有大量人口從事農業勞動或是成為戰士。[42]
- 內婚制，限制與種姓外的人結婚，但在某些情況下允許高嫁。[43]在某些地區，不同亞種姓之間的通婚限制遠不如不同種姓成員之間的通婚嚴格，而在另一些地區，亞種姓內的內婚制是種姓社會的主要特徵。[44]

葛瑞伊在提出上述的種姓模式後引發學術界的批評，原因在於它依賴殖民政府編纂的人口普查報告、英國民族誌學者H. H. 里斯利的"優等、劣等"種族主義理論， 以及為使其定義符合當時盛行的東方主義種姓觀點。
葛瑞伊又在1932年補充道，殖民政府對種姓的建構，促使印度國內的種姓群體更加活躍、分裂，並為爭取經濟機會而遊說英國官員以獲得有利的種姓分類，這為種姓的概念增添新的複雜性。研究人員葛拉罕·查普曼（Graham Chapman）等人也將這種複雜性重申，並指出理論建構與實際情況之間存在差異。

### 現代對定義的觀點
研究印度學的美國學者羅納德·印登也認為對於"種姓"這個名詞，似乎一直沒一個普遍接受的定義。例如一些早期的歐洲學者認為它對應於古代印度文獻中提及的實行內婚制的瓦爾那，其意義與歐洲的等級制度相似。而對英屬印度後期的歐洲人來說，代表種姓的是實行內婚制的迦提，而非瓦爾那。例如殖民管理者在20世紀初就曾根據職業而對2,378個迦提進行過分類。
印度宗教比較學教授阿溫德·夏爾馬指出，"種姓"這個字眼曾被視為瓦爾那和迦提的同義詞，但"嚴謹的印度學家現在在這方面都非常謹慎"，因為雖然兩者相關，但其概念被認為並不相同。在這一點上，阿溫德·夏爾馬與英國印度學家亞瑟·巴沙姆的觀點一致，巴沙姆曾指出，在印度的葡萄牙殖民者使用"casta"來描述
...部落、氏族或家族。這個名稱流傳下來，並成為指稱印度教社會群體的常用詞。為解釋18和19世紀印度種姓顯著增生的現象，當時的權威人士輕信傳統觀點，認為現代印度三千多個種姓是透過通婚和細分從四個原始階級演變而來，"種姓"也被不加區別地應用於瓦爾那（階級）和真正的種姓（迦提）。這是一種錯誤的用法。種姓在社會階梯中會興衰起伏，舊的種姓會消亡，新的種姓會形成，但四個主要的階級是穩定的。數量永遠不多也不少，兩千多年來它們的優先順序也沒有改變。
印度社會學家安德烈·貝泰耶指出，雖然瓦爾那在古典印度文學中主要扮演著種姓的角色，但在當代，扮演這個角色的是迦提。瓦爾那代表著一個封閉的社會等級集合，而迦提則完全是開放式的，被認為是"成員共享共同本質的自然種類"。根據需求，可增加任何數量的新迦提，例如部落、宗派、教派、宗教或語言上的少數群體以及民族。因此，"種姓"在英語中並不能準確地代表迦提。更恰當的詞彙是"族裔"、"族裔認同"和"族裔群體"。

### 複雜性與彈性
在20世紀後期針對印度次大陸各地種姓制度的研究顯示，種姓遠比先前認為的更為複雜和更具變化性。雖然英國殖民當局曾將其描繪成印度社會中一個統一且僵化的基本體系，但研究表明，種姓的重要性與結構在不同地區之間存在顯著差異。種姓並非一個固定的等級制度，而是作為社會組織和認同的幾種可能形式之一而運作。人們可同時擁有多個社群歸屬，種姓有時會優先於其他社會聯繫，有時則居於次要地位。這種彈性使得種姓能夠成為創造社會凝聚力的一種方式，同時也為其他類型的社群聯繫蓬勃發展留下空間。
挪威社會學家安妮·瓦爾德羅普觀察到，雖然在許多外國人眼中，種姓被認為是印度社會中一種僵化且受傳統束縛的現象，但實證事實表明種姓一直是一個急劇變化的特徵。這個名詞對不同的印度人來說意味著不同的事物。在政治活躍的現代印度，基於種姓的平權行動在工作職位和入學名額上均為特定人士設定配額，這名詞已成為一個敏感且具爭議性的議題。
印度社會學家如M. N. 斯里尼瓦斯和Y. B.丹姆勒（YB Damle）等人曾就種姓的僵化性問題進行辯論，並認為種姓等級制度存在相當大的彈性和流動性。

## 起源

### 觀點
關於古代和中世紀印度種姓制度的起源，至少存在兩種觀點，分別側重於意識形態因素或社會經濟因素。
- 第一種思想流派側重於據稱驅動種姓制度的意識形態因素，並認為種姓根植於四個瓦爾那。這種觀點在英國殖民時期學者中尤其普遍，並由路易·杜蒙闡述，他斷言該制度在數千年前已在意識形態上臻於完善，並自此一直是主要的社會現實。該學派主要透過引用古代法典《摩奴法論》（據信約在公元前2世紀至公元2世紀完成）來支持其理論，但因忽略經濟、政治和歷史證據而受到批評。[62][63]

- 第二種思想流派則側重於社會經濟因素，認為這些因素才是驅動種姓制度生成的根本原因。該學派相信種姓制度植根於印度的經濟、政治和物質歷史。{{sfnp|Bayly|2001|pp=19–24}這個學派在後殖民時代的學者中較為常見，如傑拉德·D·貝爾曼（Gerald D. Berreman）（美國）、麥金·馬裡奧特（英语：McKim Marriott）（美國）及尼古拉斯·B·德克斯（英语：Nicholas Dirks）（美國）等人，他們將種姓制度描述為一種不斷演變的社會現實，只有透過研究實際運作的歷史證據以及檢視印度經濟、政治和物質歷史中可驗證的情況，才能得到正確的理解。[64][65]這個學派的研究重點在於印度古代和中世紀社會的歷史證據，包括12世紀至18世紀的穆斯林統治時期，以及18世紀至20世紀中葉英國殖民政府的政策。[66][67]

第一種學派側重於宗教人類學，並將其他歷史證據視為次要或衍生自這種傳統的產物，因而忽略不計。第二種學派則側重於社會學證據，並試圖理解歷史環境。後者批評前者提出的種姓起源理論，聲稱該理論使印度社會喪失歷史性和脈絡性。

### 儀式王權體系
根據英國作者傑佛·瑞塞繆爾（Geoffrey Samuel）引用美國學者喬治·L·哈特的觀點，印度後期種姓制度的核心要素可能源自婆羅門教、佛教和耆那教傳入印度之前的儀式王權體系。這種體系見於南印度坦米爾語的桑伽時期文學（公元前3世紀至公元3世紀）。這個理論摒棄印度-雅利安人的瓦爾那模式作為種姓的基礎，而是以國王的神授權力為中心，國王"由一群社會地位低下的儀式和魔法專家支持"，他們的儀式性職業被認為是"受到污染"。根據哈特的說法，可能正是這個模式產生對低地位群體成員"受到污染"的擔憂。塞繆爾寫道，哈特的種姓起源模型設想"古代印度社會由大多數沒有內部種姓劃分的群體和少數由一些從事被污染職業的小群體組成"。

### 吠陀瓦爾那
瓦爾那起源於吠陀晚期社會（約公元前1000年至公元前500年）。前三個群體 - 婆羅門、剎帝利和吠舍，與其他印歐社會存在相似之處，至於首陀羅，其加入體系很可能是在印度北部由婆羅門教所促成。
瓦爾那體系在備受尊崇的印度教宗教文獻中被闡述，並被理解為理想化的人類天職。其中，《梨俱吠陀》的一首聖詩《原人歌》及其在《摩奴法論》中的註釋是最常被引用的文獻。雖然存在這些文本分類，但許多重要的印度教文獻和教義實際上是質疑和反對這種社會分層的。
學者們對《梨俱吠陀》中的瓦爾那頌歌（《原人歌》）提出質疑，指出瓦爾那在其中僅被提及一次。《原人歌》這段經文現在普遍被認為是後來才被插入《梨俱吠陀》的，很可能是一種創世神話。兩位梵文和宗教研究教授史蒂芬妮·傑米森（ Stephanie Jamison）和喬爾·布雷爾頓（Joel Brereton）指出，"《梨俱吠陀》中沒有證據顯示存在一個精心劃分、層層疊加的龐大種姓制度"，並且"瓦爾那體系在《梨俱吠陀》中似乎還處於萌芽階段，而且無論當時還是後來，都更像是一種社會理想，而非社會現實"。與《梨俱吠陀》中缺乏關於瓦爾那體系的細節形成對比的是，《摩奴法論》包含有對瓦爾那體系的廣泛且具備高度結構性的註釋，但它提供的也"更多是模型而非描述"。劍橋大學教授蘇珊·貝利總結道，《摩奴法論》和其他經文有助於提升婆羅門在社會階層中的地位，這些是瓦爾那體系形成的因素之一，但古代文獻並非以某種方式在印度"創造出種姓現象"。

### 迦提
哲學與宗教研究教授珍妮安·福勒指出，迦提的起源和形成原因，至今仍無法確定。而蘇珊·貝利另一方面又認為迦提制度之所以出現是因為印度在獨立前的貧困、缺乏制度性人權保障、動盪的政治環境以及經濟不安全感的時代，為其成員帶來某種形式的保障和優勢。
根據印度社會人類學家迪潘卡·古普塔的觀點，行會在孔雀王朝時期開始發展，並在孔雀王朝之後隨著印度封建主義的興起而凝聚成迦提，最終在7世紀至12世紀期間完全定型。然而，其他學者對迦提在印度歷史中發展的時間和方式提出異議。美國夫婦檔歷史學教授芭芭拉·D.·梅特卡夫和托馬斯·梅特卡夫寫道："基於銘文和其他同時代證據的新近學術研究提出一個令人驚訝的論點，即直到相對較近的幾個世紀，次大陸大部分地區的社會組織幾乎沒有受到四個瓦爾那的影響。迦提也並非是社會的基石。"
根據亞瑟·巴沙姆的觀點，古代印度文獻經常提及瓦爾那，但幾乎沒有或從未提及迦提作為瓦爾那內部的群體系統。他的總結是："如果將種姓定義為階級內部的群體系統，這些群體通常是內婚的、片利共生的並且具有職業排他性，那麼直到相對較晚的時期，我們才真正有證據證明種性存在。"

### 不可接觸者與瓦爾那體系
吠陀文獻既沒有提及不可接觸者的概念，也無任何關於不可接觸者習俗的記載。吠陀經中的儀式要求貴族或國王與平民同器而食。後期的吠陀文獻嘲笑某些職業，但其中並未發現不可接觸性的概念。
後吠陀文獻，尤其是《摩奴法論》，提到不可接觸者並建議將其排斥。近期的學術研究指出，後吠陀文獻中關於不可接觸者的討論，與殖民時期印度文學以及杜蒙關於印度種姓制度的結構理論中廣泛討論的體系有所不同。出生於斯里蘭卡的梵文與印度宗教教授帕特里克·奧利韋爾以其對吠陀文獻、《法經》和《法論》的現代翻譯而聞名，他指出古代和中世紀的印度文獻並不支持杜蒙理論中暗含的儀式污染和純淨-不純淨的前提。根據奧利韋爾的觀點，《法論》文本中討論純淨-不純淨的概念，但僅限於個人道德、儀式和生理上的污染（例如食用某些食物（如肉類）、上廁所）。奧利韋爾在其對後吠陀的《法經》和《法論》文本的評述中寫道："我們沒看到任何將"純淨/不純淨"字樣用於指代一群人、一個瓦爾那或一個種姓的例子。"公元1000年的《法論》文本中唯一提及的不純淨，是關於那些犯下嚴重罪行並因此脫離其所屬瓦爾那的人。奧利韋爾寫道，這些人在中世紀的印度文本中被稱為"墮落者"，並被視為不純淨。文本宣稱，這些有罪的墮落者應被排斥。奧利韋爾補充說，《法論》文本中關於純淨/不純淨問題的絕大部分關注點在於"與其所屬瓦爾那歸屬無關的個體"，並且所有四個瓦爾那都可經由其品格、道德意圖、行為、無辜或無知（兒童的行為）、規定和儀式行為來獲得純淨或不純淨。
杜蒙在他後期的著作中承認，古代的瓦爾那等級制度並非基於純淨-不純淨的等級排序原則，並且吠陀文獻中也沒有不可接觸性的概念。

### 遺傳學研究
遺傳學研究進入21世紀後，其進展讓生物學家和遺傳學家得以研究印度種姓的古老性質。他們基於突變頻率的差異，研究每個迦提與所有其他迦提之間的分化程度，結果發現其分化程度至少是歐洲相似地理距離分隔的群體之間分化程度的3倍。因為沒有遺傳學證據支持古代北印度人血統、人口來源地或社會地位的差異是造成分化的原因，研究團隊轉向分析印度群體歷史上的"瓶頸效應"（指人口瓶頸，或稱遺傳瓶頸 - 由於環境事件（如饑荒、疾病、自然災害）或人類活動（如種族滅絕或遷徙）導致族群規模急劇縮小的現象。這種族群規模的縮減對倖存族群的遺傳多樣性產生重大影響。）。他們在同一群體的不同個體身上找到相同的長DNA片段，並認為唯一的解釋是這些個體在過去數千年內都繼承自擁有該DNA片段的共同祖先。:143
由於DNA片段的平均長度揭示共同祖先生活的年代遠近，一項針對遍布印度超過250個迦提群體的數據集研究，依據研究人員的說法，可描繪出"一個清晰的故事"：大約3分之1的印度群體經歷過人口瓶頸，其強度與人類歷史上類似孤立群體（如阿什肯納茲猶太人或芬蘭人）所經歷的瓶頸相當，甚至是更強，這種現象在印度大多數情況下"極其古老"。從針對種姓的DNA研究中得出的表面上沒有爭議的總體結論是，正如尼古拉斯·B·德克斯[和其他人]所認為的 - 種姓並非殖民主義的發明，而是體現在現代印度社會種姓制度中的長期內婚制，在數千年來一直佔有"極其重要"的作用。:145
透過一項於2016年對無親緣印度人DNA的分析，研究確定內婚迦提的起源可追溯至笈多王朝時期。

## 歷史

### 早期吠陀時期（公元前1500-1000年）
在印度北部的早期吠陀時期，即《梨俱吠陀》的編纂時期（公元前1500-1200年），吠陀社會中只有兩個瓦爾那：雅利安人瓦爾那和達薩瓦爾那。這種區別最初源於部落劃分。吠陀人是說印歐語系的部落，他們在幾個世紀的時間裡從巴克特里亞·馬爾吉亞納文明體地區遷移到南亞北部，並與本土的達羅毗荼語系人口混合，但他們認為自己更優越。吠陀部落自稱為雅利安（高貴者），而敵對部落則被稱為達薩、達斯尤（dasyu）和帕尼（pani）。達薩人經常是雅利安部落的盟友，他們可能被同化到雅利安社會中，而產生階級區分。然而許多達薩人處於僕役地位，這最終導致達薩作為僕人或奴隸的含義。
《梨俱吠陀》時期的社會並非以職業來劃分。許多農民和工匠同時從事多種技藝。戰車製造者（rathakara）和金屬工匠（karmara）享有重要的地位，且並未受到任何污名化。木匠、皮革匠、織布工和其他工匠的情況也類似。
在阿闥婆吠陀時期末期，新的階級區分開始出現。先前的達薩人被重新命名為首陀羅，這可能是為將他們與"達薩"作為奴隸的新含義區分開。雅利安人則被重新命名為毗舍（vis）或吠舍（意指部落成員），而新的精英階級 - 婆羅門（祭司）和剎帝利（武士）- 則被指定為新的瓦爾那。首陀羅不僅包括先前的達薩人，還包括那些在雅利安社會擴張到恆河定居點的過程中被同化的土著部落。這種階級區分至今仍反映在上層種姓中，他們的基因與歐洲人有更高的親緣性，而下層種姓則更接近亞洲人。
沒有任何證據表明吠陀時期存在食物或婚姻上的限制。根據研究人員Moorjani等人（2013年）的研究（Reich也是報告共同撰寫人之一），公元前2200年至公元100年（距今4200年至1900年）期間發生廣泛的混合，之後印度轉變為"一個混合程度極低的地區"。在南印度，內婚制可能早在一千年前就已開始。

### 後期吠陀時期（公元前1000-600年）
在早期《奧義書》中，首陀羅被稱為"補善（Pūşan）"（滋養者），這暗示首陀羅是土地的耕種者。但首陀羅於不久後就不再被計入納稅人之列，據說在土地被贈予時，他們也隨之奉送。大多數工匠也被降至首陀羅的地位，但他們的勞動並未受到鄙視。婆羅門和剎帝利在儀式中被賦予特殊的地位，將他們與吠舍和首陀羅區分開來。據說吠舍可以"隨意被壓迫"，而首陀羅則可"隨意被毆打"。

### 第二次都市化時期（公元前500-200年）
我們對這個時期的知識，部分取自巴利語佛教文獻。婆羅門教文獻記述的是四種瓦爾那體系，而佛教文獻則呈現社會的另一種面貌，其分層依據是迦提、"庫拉"（kula）和職業。瓦爾那體系可能只是婆羅門教意識形態的一部分，在實際社會運作中並非如此。在佛教文獻中，婆羅門和剎帝利被描述為迦提，而非瓦爾那。事實上，它們是地位較高的迦提。地位較低的迦提則被提及為旃陀羅以及竹編工、獵人、戰車製造者和清掃工等職業階層。庫拉的概念與此大致相似。
除了婆羅門和剎帝利之外，一個稱為"伽哈波提"（gahapatis，字面意思是戶主，但實際上是擁有財產的階級）的階層也被列入高貴的庫拉。高貴庫拉的人從事地位較高的職業，例如農業、貿易、畜牧、計算、會計和文書，而低賤庫拉的人則從事地位較低的職業，例如編織竹籃和清掃。伽哈波提是擁有土地的農業經濟階層，他們僱用"達薩-卡瑪卡拉"（奴隸和雇傭勞工）耕種土地。伽哈波提是國家主要的納稅人。這個階層顯然不是由出生所決定，而是由個人的經濟發展所界定。
即使在社會地位最高和最低的庫拉中，職業與庫拉的關聯也並非完全一致，但仍然存在一些對應之處。但階級/種姓與職業之間並無嚴格的聯繫，尤其是在中等階層中。許多列出的職業，如會計和文書，並未與特定的迦提掛鉤。作者彼得·馬斯菲爾德（Masefield, Peter）在其對印度種姓制度的評論中指出，原則上任何人都可從事任何職業。文獻記載婆羅門接受任何人的食物，這暗示當時片利共生的嚴格規定尚未出現。佛教經典《尼柯耶》也暗示內婚制並非強制性。
那個時期的爭論也從描述佛陀與婆羅門對話的文獻中明顯看出。婆羅門堅持他們神聖注定的優越地位，並聲稱他們有權役使下層階級。佛陀則回應，指出所有人類都具有相同的出生基本事實，並主張役使他人的能力是透過經濟手段而獲得，並非神權賦予。佛陀以次大陸西北部為例指出，雅利安人可成為達薩，反之亦然。佛陀對這種社會流動給予認可。

### 早期印度教時期（公元前200年至公元320年）與古典時期（公元320年至公元650年）
根據研究人員Moorjani等人（2013年）發表的研究報告，內婚制在公元100年之後開始盛行。根據研究人員Basu等人（2016年）發表的研究報告，"人口之間的混合現象很快就消失，取而代之的是內婚制。這個轉變主要影響到上層種姓以及說印歐語的人群，並且幾乎在所有地區的上層種姓人口中同時發生。時間點大約在70代人之前，許多學者推測這可能與當時虔誠的印度教笈多王朝統治者（公元319-550年）頒布的法令有關"。荷蘭東方學學者約翰尼斯·布隆克霍斯特參考Basu等人（2016年）和Moorjani等人（2013年）的研究報告，指出"可有把握地斷定，至少在印度北部，內婚制的轉變發生在公元一千紀的前半葉"，這是由於婆羅門教影響力的增長所致。這種轉變在《摩奴法論》（公元1至3世紀）中得到證實，該法典"明確規定不得跨種姓通婚"。
估計《摩訶婆羅多》是在公元四世紀末完成，其第12.181節中討論到瓦爾那體系，並提出兩種模型。第一種透過名為布里古（Bhrigu）的角色，將瓦爾那描述為一個以顏色表達的系統："婆羅門的瓦爾那是白色，剎帝利的瓦爾那是紅色，吠舍的瓦爾那是黃色，而首陀羅的則是黑色。"這種描述受到婆羅墮遮的質疑，他說所有瓦爾那都可見到不同的顏色，慾望、憤怒、恐懼、貪婪、悲傷、焦慮、飢餓和辛勞遍及所有人類，膽汁和血液在所有人體內流動，那麼是什麼區分不同的瓦爾那呢？他問道。《摩訶婆羅多》接著宣告："沒有瓦爾那的區別。整個宇宙皆為梵。它最初由梵天所創造，後因行為而被分類。"
《摩訶婆羅多》接著敘述一個基於行為的瓦爾那模型：那些傾向憤怒、享樂和勇敢的人獲得剎帝利瓦爾那，那些傾向畜牧和以耕作為生的人獲得吠舍瓦爾那，那些喜好暴力、貪婪和不潔的人獲得首陀羅瓦爾那。在這部史詩中，婆羅門階級被塑造成人類的預設原型，致力於真理、苦行和純潔的行為。根據美國宗教歷史學者阿爾弗雷德·約翰·希爾特貝泰爾的觀點，在《摩訶婆羅多》和前中世紀的印度教文獻中，"重要的是要認識到，理論上瓦爾那並非基於血統。四個瓦爾那不是世系，而是類別。"

### 晚期古典時期和早期中世紀（公元650年至1400年）
學者們一直試圖在中世紀印度的文獻和銘文中尋找瓦爾那和迦提存在及其性質的證據。然而，支持性證據難以找到，反而有相互矛盾的證據出現。
譬如在安德拉邦浩繁的中世紀記錄中，瓦爾那極少被提及。使得美國歷史與亞洲研究教授辛西婭·塔爾博特（Cynthia Talbo）質疑瓦爾那在該地區人們的日常生活中是否具有重要的社會意義。安德拉邦銘文中大多數提及瓦爾那的情況都來自婆羅門。14世紀的兩份罕見的武士家族寺廟捐贈記錄聲稱自己是首陀羅。一份聲稱首陀羅最為勇敢，另一份則聲稱首陀羅最為純潔。美國歷史學教授理查德·伊頓（Richard Eaton）寫道："任何人都可成為戰士，無論其社會出身如何，而迦提 - 另一個所謂傳統印度社會的支柱 - 迦提也沒有成為人們身份認同的一部分。職業是流動的。"根據伊頓的說法，證據顯示首陀羅是貴族的一部分，而且在11至14世紀德干高原地區的印度教卡卡提亞王朝人口中，許多"父子各自從事不同的職業，這表明社會地位是掙來的，而不是繼承的。"
加拿大宗教學教授萊斯利·奧爾（Leslie Orr）撰寫的研究報告，指出在坦米爾那都邦"朱羅王朝時期的銘文挑戰我們對（南印度）社會整體結構的既有觀念，與婆羅門法律文獻的描述相反，當時的社會並非由種姓制度嚴格組織，不同群體之間的界限也較為模糊。"在古代和中世紀的坦米爾那都邦，名為韋拉拉的種性是當時的精英階層，也是贊助文學的主要群體。
蘇珊·貝利對於印度北部地區的看法，寫道："在殖民時期開始很久之後，印度次大陸的許多居民並不太看重嚴格的種姓劃分。即使在今天被認為是印度教核心地區的恆河上游，那些後來被視為傳統種姓制度基本要素的習俗和信仰，也只是在18世紀初才開始形成。那時，蒙兀兒帝國正在衰落，而西方列強則開始擴張在次大陸的勢力。"
荷蘭歷史學家德克·H·A·科爾夫對於印度西部的看法是中世紀時期的拉傑普特人歷史，主要是由那些地位較為開放的社會群體所塑造。他認為北印度普遍存在的血緣親屬和種姓制度是比較晚近才出現，它們分別在蒙兀兒帝國早期和英國殖民時期才成為主要的社會組織方式。從歷史的角度來看，中世紀和近代早期印度社會結構，更多是由聯盟和那些地位開放的群體（像是軍事團體或宗教派別）來主導，而非由血統和種姓來決定。
耆那教的經典《阿抵布羅那》是由吉那塞那二世於8世紀所撰寫，這本書首次在耆那教的文獻中提到印度的瓦爾那和迦提這兩個社會分類的概念。與其他文獻所提的不同，吉那塞那二世認為瓦爾那制度不是起源於古老的《梨俱吠陀》或是神我，而是源自一個叫做婆羅多的傳說。根據這個傳說，婆羅多進行一種"非暴力測試"，那些在測試中展現出不傷害任何生命意願的人，在古代印度就被稱為祭司階層（瓦爾那），婆羅多還稱他們為再生族，意思是"重生之人"。吉那塞那二世還說，那些遵守不傷害一切生物的原則和實行非暴力的人，就是"提婆-婆羅門"，也就是神聖的婆羅門。大約在9世紀寫成的另一部《阿抵布羅那》也探討瓦爾那和迦提之間的關聯。印裔美籍印度學教授帕德馬納布·賈伊尼指出，在耆那教和佛教的經典《阿抵布羅那》中提到，"世上只有一個"伽提"，那就是"人類種姓"，而社會的劃分是因為不同的人從事的不同職業所造成。"按照耆那教的說法，剎帝利這個種姓形成，是因為第一位祖師勒舍婆納陀取得武器以保護社會，並開始行使國王的權力，至於吠舍和首陀羅這兩個種姓，則是根據他們各自擅長的謀生方式而產生。

### 中世紀：伊斯蘭蘇丹國與蒙兀兒帝國時期（公元1000年至1750年）
在20世紀初中期，一些穆斯林歷史學家，像是哈希米（Hashimi，1927年）和古萊希（Qureshi，1962年）認為，"種姓制度在伊斯蘭教傳入印度之前就已存在"。他們還主張當時印度次大陸西北部"遊牧且較為落後的生活方式"，是信德地區非穆斯林在阿拉伯穆斯林軍隊入侵時大量改信伊斯蘭教的主因。按照他們的說法，那些大規模皈依伊斯蘭教的人，主要是地位較低的印度教徒，以及受到印度教信仰和習俗影響而"內部已衰敗"的大乘佛教信徒。然而，現在這個理論普遍被認為並沒根據，而且是錯誤的。
加拿大社會史和伊斯蘭研究教授德里爾·麥克林（Derryl MacLein）認為歷史證據並不支持先前關於伊斯蘭教傳入而導致大量低種姓人口皈依的說法。他指出，現有的歷史記錄反而顯示，印度西北部的穆斯林社群實際上是認可並將當地原有的社會不平等現象延續。麥克林還強調，佛教徒和所謂的"低種姓"印度教徒並非因為認為伊斯蘭教沒種姓制度才改信伊斯蘭教。他進一步提出歷史證據顯示皈依伊斯蘭教的案例非常少，而且為數不多的皈依者反而是婆羅門教徒，也就是傳統上地位最高的種姓。麥克林強調這些關於伊斯蘭時代印度社會的種姓制度和人口皈依的理論，並非基於可靠的歷史證據或可驗證的資料，而是那些穆斯林歷史學家根據他們個人對印度次大陸西北部伊斯蘭教、印度教和佛教的理解所做的推測。
柏克萊大學歷史學教授理查德·伊頓（Richard Eaton）指出，有一種觀點認為在伊斯蘭教傳入印度之前的時代，印度社會存在著僵化的印度教種姓制度，而低種姓人民遭到壓迫，導致他們在中世紀時期大規模"改信伊斯蘭教"現象。但伊頓教授認為這種說法有問題，因為"沒任何證據能夠支持這個理論，而且從邏輯上來看也是非常不合理"。
專精於中世紀史和穆斯林印度的英國教授彼得·傑克遜認為，有一種推測性的觀點認為，在德里蘇丹國時期（約公元1200年至1500年），印度教各邦國的種姓制度以及種姓制度本身，是導致印度教勢力在面對伊斯蘭軍隊的掠奪時顯得軟弱無力的原因。這種說法初聽起來似乎有道理，但傑克遜教授指出，"仔細研究歷史證據後會發現，這種觀點難以站得住腳"。他強調歷史記錄顯示，中世紀時期的印度教軍隊中也包括吠舍和首陀羅等其他種姓的人，與傳統種姓理論認為只有剎帝利才能擔任戰士不同。傑克遜還強調，"沒任何證據顯示在12世紀之交，印度教的低種姓人民曾經大規模改信伊斯蘭教"。德國伊斯蘭研究教授賈邁勒·馬利克（Jamal Malik）也支持這個觀點，馬利克更進一步指出，"歷史上從未出現過同時有大批低種姓印度教徒皈依伊斯蘭教的現象"。
馬利克指出種姓制度是印度社會分層中一個重要的研究課題，然而證據也表明，在伊斯蘭教傳入印度之前，伊斯蘭社會中就已經存在等級觀念、階級意識和社會分層。馬利克指出，種姓的概念，或在伊斯蘭文獻中的"考姆（قوم (qaum)）"，被少數中世紀印度的伊斯蘭歷史學家提及，但這些提及與印度穆斯林社會的分裂有關。德里蘇丹國的齊亞·阿爾-丁·巴拉尼（Zia al-Din al-Barani）所撰寫的《治國之道（Fatawa-ye Jahandari ）》以及蒙兀兒帝國的阿布·法茲勒（Abu al-Fadl ）所撰寫的《阿克巴行政制度（Āīn-i-Akbarī）》是少數提及種姓的伊斯蘭宮廷史學家。然而，齊亞·阿爾-丁·巴拉尼的討論並非關於非穆斯林種姓，而是關於穆斯林中阿什拉夫種姓（Ashraf caste）對阿爾達爾種姓（Ardhal caste）的優越性聲明，他並以《古蘭經》經文為其辯護，認為"貴族出身和優越的血統是人類最重要的特徵"。
印度歷史學家伊爾凡·哈比卜認為，阿布·法茲勒所撰寫的《阿克巴行政制度》記錄16世紀北印度信奉印度教的迦提農民種姓的歷史和人口情況。令人驚訝的是，當時的收稅貴族（扎明達爾）以及那些既是農民又是士兵的武裝騎兵和步兵，竟然都屬於同一個迦提種姓。哈比卜解釋說，這些來自同一種姓但職業各異的人們之所以互相支持，可能是因為他們共同反對穆斯林統治者的稅收壓力，也可能僅僅是因為他們是同一個種姓的成員。哈比卜還指出，在伊斯蘭統治的地區，農民的社會階層劃分和種姓血統成為政府徵收稅賦的手段。
歷史學教授理查德·伊頓認為，今日印度孟加拉地區所見的種姓制度，其形成可能與中世紀的伊斯蘭蘇丹國統治時期有關。當時，這些伊斯蘭政權利用社會階層劃分來管理非穆斯林人口，並向他們徵稅。伊頓教授進一步指出，"綜觀孟加拉地區的印度教社會，我們或許可發現，種姓制度並非像歷代東方學者所認為，是印度文明古老且恆久不變的本質。相反的，它更可能是在公元1200年至1500年之間，才逐漸發展成我們今天所看到的樣貌"。

### 後蒙兀兒時期（公元1700年至1850年）
人類學家蘇珊·貝利認為，"種姓並非印度社會中固定不變的現實，過去不是，現在也不是"。我們今天所理解的種姓制度，這個"帶有儀式色彩的社會等級劃分系統"，是在蒙兀兒帝國衰落後的18世紀和19世紀初，經歷過兩個階段才形成。在這個發展過程中，有三種重要的價值觀扮演關鍵角色：一是祭司的等級秩序，二是王權的影響，三是武裝苦行者的力量。
在18世紀，隨著強大的伊斯蘭蒙兀兒帝國逐漸崩潰，印度各地湧現出許多新的統治者和王朝。這些後蒙兀兒時期的精英們來自不同的宗教、地域和語言背景，他們都在各自的區域建立穩固的統治。貝利指出這些新興的統治者為鞏固權力、分化民眾，會刻意將自己與國王、祭司和苦行者作聯繫，並利用種姓和親屬關係的象徵意義。此外，在那個動盪且缺乏中央權威的時代，一些原本沒有明確種姓歸屬的社會群體也開始形成自己的種姓團體。但貝利也提到在18世紀，遍佈印度的商人、武裝苦行者以及擁有武力的部落人民，往往並不在意這些種姓的意識形態。貝利認為當時大多數人並非將種姓規範看作是不可改變的鐵律，而會根據自身的情況來挑戰、協商和調整此類規範。印度各地不同的社群會形成"集體分類"，塑造社會階層，以期最大限度地增加財富並保護自身利益，免受損失。在國家體系瓦解、不可靠且充滿變數，個人權利和生活都難以預測的時期，這種由"種姓、階級、社群"構成的結構變得尤為重要。
英國的印度歷史學教授羅莎琳德·奧漢龍認為在當時的局勢下，新抵達的英國東印度公司殖民官員為在印度拓展商業利益，採取同時安撫印度教徒和穆斯林之間矛盾，並與地方統治者和勢力龐大的軍事僧侶團體結盟的策略。東印度公司的官員們制定基於宗教和種姓隔離的法律體系。他們的法律規範和殖民行政管理很大程度上劃分為穆斯林法律和印度教法律，而後者也涵蓋佛教徒、耆那教徒和錫克教徒的相關法律。在這個權力交替的時期，婆羅門以及那些接受印度教社會和精神準則的文士、苦行者和商人，逐漸成為印度教經典、法律以及印度教事務管理的權威人士。
尼古拉斯·B·德克斯認為18世紀末在歐洲列強勢力漸增，印度本土的法律體系和國家行政管理正在建立的同時，英國人撰寫有關印度的文獻，幾乎未提及印度的種姓制度，他們更關注的是在印度的領土擴張、政治結盟、戰爭以及外交活動。同時代的英國社會歷史學家科林·麥肯錫（Colin Mackenzie）從印度南部和德干地區收集大量的印度宗教、文化、傳統和地方史料，但令人意外的是，在他的收藏和著作中，關於18世紀印度種姓制度的記錄卻非常有限。

### 英屬印度時期（公元1857年至1947年）
雖然瓦爾那和伽提的概念在近代之前就已出現，但我們今天所知的種姓制度，是蒙兀兒帝國衰落後以及英國殖民統治時期發展演變而來的。在這兩個時期中，種姓組織都成為中央政府進行行政管理的重要手段。

#### 基礎
在英國殖民統治時期，"伽提"成為研究印度種姓民族學的基礎。殖民地的人種學家從1881年進行的人口普查開始，就使用"種姓（伽提）"作為分類標準，來統計和記錄當時英屬印度（包括今天的印度、巴基斯坦、孟加拉國和緬甸）的人口。到1891年進行的人口普查，他們將人口劃分為60個次級群體，每個群體再細分為6個職業和種族類別，且這個分類在之後的人口普查中變得更加複雜。蘇珊·貝利指出殖民時期的人口普查中的種姓列表，是"以類似於動物學和植物學分類的方式對印度人的伽提進行排序、標準化和相互參照，目的是根據他們被認為的純潔度、職業起源以及集體道德價值來劃分社會等級"。雖然殖民政府的官員們忙於編寫關於印度人種動物學分類的報告，但一些英國官員批評這些做法，認為這遠遠不能反映印度種姓制度的真實情況。殖民政府的官員根據人口普查中劃定的"伽提"來決定哪些族群有資格在殖民政府部門工作，以及哪些族群因為被認為不可靠而遭到排除。人類學教授格洛麗亞·拉赫賈（Gloria Raheja）指出，殖民官員在19世紀末和20世紀初還利用這些人口普查中的種姓分類來制定土地稅率，並且經常將某些社會群體劃定為"犯罪種姓"和容易"叛亂"的種姓。
當時的印度次大陸約有2億人口，他們信奉5種主要的宗教，散居在超過50萬個農村裡，每個村莊的人口從100到1,000不等，老幼皆有，並且被劃分成許多種姓。根據理論上的劃分，整個社會結構包含大約有3千個不同的種姓，而這些種姓又據稱細分為9萬個進行內婚的亞群。
或許是因為英國自身存在著森嚴的階級制度，這也影響他們對印度種姓制度的特別關注以及對殖民時期前印度種姓的認知。英國社會自身那種同樣僵化的等級劃分，為英國人理解印度社會及其種姓制度提供一個既有的框架。由於英國社會內部就存在嚴格的階級之分，來到印度的英國人便試圖將印度的種姓制度與英國的社會階級作對應。根據英國歷史學家大衛·康納汀的觀點，在英屬印度時期，印度的種姓制度甚至與英國傳統的階級體系相互融合。

#### 梵化
所謂梵化是一種社會流動現象，通常的目的是提升自身的瓦爾那地位，爭取被視為吠陀時期種姓制度中地位顯赫的婆羅門或剎帝利。一個典型的例子是許多原本並非精英階層的牧民社群，例如阿希爾、戈帕、阿哈爾和戈阿拉等等，在19世紀末到20世紀初，紛紛採用亞達夫這個稱謂，作為他們梵化的工作之一，以期在社會上獲得更高的地位。類似的嘗試也發生在歷史上被視為非精英農民的社群中，例如庫爾米[179]以及科埃里、穆勞、奈伊等許多社群，他們從19世紀末開始，透過各自的種姓組織宣稱更高的社會地位。英國殖民統治時期，梵化取得顯著的推動。而在英國統治之前，低種姓進行梵化的努力往往會受到高種姓的阻撓。
根據法國歷史學家克里斯托夫·賈夫雷洛（Christophe Jaffrelot），英國殖民政府在進行人口普查時對種姓的詳細記錄，間接促成種姓協會出現。當時的人口普查專員赫伯特·霍普·里斯利決定，經考量各地區具體情況後，將各種種姓歸入相應的瓦爾那，並進行等級劃分，而促使許多團體成立，他們希望透過梵化的過程，提升自身在社會和瓦爾那體系中的地位。例如，庫爾米、加達利亞、卡奇、賈塔夫、洛德和阿希爾等種姓都曾進行過梵化，以爭取被認為是剎帝利。:147–148 卡爾瓦爾傳統上以釀酒和賣酒為業，但在20世紀初左右，這個種姓的許多組織試圖透過梵化來改變他們的社會形象。

#### 種族科學
人口普查官員里斯利信奉種族科學主義，他利用測量人體鼻子寬度和高度的比例，將印度人劃分為所謂的雅利安人和達羅毗荼人兩個種族，同時也將他們劃分為7個種姓。

#### 強化

##### 優勢種姓的職位
英國殖民政府在印度種姓制度中所扮演的角色一直引發爭議。種姓制度於英國統治時期，在法律層面上變得更加嚴格，因為英國人從每10年舉行一次的人口普查開始，詳細記錄各個種姓，並將這一制度仔細編纂成法律條文。英國殖民政府從1860年到1920年間將種姓制度納入其統治體系，只允許上層種姓的人擔任政府的行政職位和高級官員。

##### 犯罪種姓及將之隔離
英國殖民政府從19世紀開始頒佈一系列法律，適用對象是根據印度人的宗教和種姓來劃分。此時期的法律及其規定中使用"部落"的字眼，但涵蓋範圍也包括種姓。之所以更傾向使用"部落"，有多方面的原因，其中之一是穆斯林認為"種姓"這個概念本身就帶有印度教的色彩，而"部落"則是一個更為廣泛的用語，也可同時指代穆斯林群體。
例如英國殖民政府在1871年頒佈《犯罪部落法》。這項法律聲稱某些特定種姓的人天生就帶有犯罪的基因。專門研究印度次大陸社會排斥現象的歷史學教授拉姆納拉揚·拉瓦特（Ramnarayan Rawat）指出，最初在這項法律下被認定為天生具有犯罪傾向的種姓包括阿希爾人、古吉爾人和賈特人。但到19世紀末，法律適用範圍不斷擴大，涵蓋大多數的首陀羅和不可接觸者階層，例如恰馬爾人、印度教苦行者和山地部落。一些被殖民政府懷疑曾反抗其法律、爭取印度獨立自治的種姓，例如南印度過去的統治家族卡拉爾人和馬拉瓦爾人，以及北印度被認為對殖民政府不忠誠的種姓，像是阿希爾人、古吉爾人和賈特人，都被殖民者斥為"具有掠奪性和野蠻性"，並列入"犯罪種姓"的名單中。有些種姓群體甚至在沒有任何暴力或犯罪記錄的情況下，也因為《犯罪部落法》而成為針對目標，原因僅是他們的祖先曾反抗過蒙兀兒帝國或英國殖民政府，或者這些種姓當時正在爭取勞工權利，並阻礙殖民政府徵稅。
殖民政府制定一份"犯罪種姓"的名單，凡是在種姓普查中被列為屬於這些種姓的成員，他們能前往的區域、能自由活動的範圍以及能交往的人都會受到嚴格限制。在英屬印度的某些地區，整個種姓群體都被認定為天生有罪，而遭逮捕，甚至孩子們會被強行與父母分離，並在沒經過任何審判或正當法律程序的情況下，就被關押在罪犯流放地或強制隔離。這種做法引發廣泛的爭議，並非所有英國殖民官員都支持。在少數情況下，這種持續數十年的政策在20世紀初有所轉變，殖民政府宣布"不能僅僅基於對（遺傳的）不良品格的推測，就無限期地監禁人民" 。針對特定種姓的"天生犯罪"法律一直到20世紀中葉才被廢止。印度西部和南部的"犯罪種姓"名單在1900年代到1930年代中持續增加。數百個印度教社群都被劃歸到《犯罪部落法》的管轄之下。到1931年，殖民政府僅在馬德拉斯管轄地就經將237個種姓和部落列為"犯罪"群體。
這種"天生犯罪"的觀念，正好迎合殖民時期西方社會對東方的刻板印象和種族理論。但這項法律經執行後卻在社會上造成嚴重的後果，許多印度教社群因此被貼上"天生犯罪"的標籤，導致他們遭受歧視、分裂和孤立。

##### 因宗教和種姓而遭隔離的人權
印度歷史和宗教教授埃莉諾·內斯比特（Eleanor Nesbitt）認為，英國殖民政府不僅透過種姓普查加劇印度社會基於種姓的隔閡，更在20世紀初頒佈一系列法律，進一步強化這種分裂。舉例來說，殖民官員制定1900年的《旁遮普土地疏遠法》和1913年的《旁遮普優先購買權法（Punjab Pre-Emption Act in 1913）》等法規，明確列出哪些種姓可合法擁有土地，這項法律使得人口普查中所列的某些種姓無法同樣的擁有財產。這些法案禁止擁有土地的種姓將土地以任何形式轉讓給非農業種姓，這不僅阻礙財產的經濟流動，也在印度社會中形成更加根牢固的種姓壁壘。
錫克教歷史學家庫什萬特·辛格和紐西蘭歷史學教授托尼·巴蘭坦認為這些殖民時期制定的法律，在印度西北部的土地擁有者和沒有土地的種姓之間，劃下界線並築起隔閡。殖民政府基於種姓的歧視以及對基本人權的漠視，在印度其他地區也造成類似的社會影響。

##### 社會身份
尼古拉斯·B·德克斯主張，今日我們所認識的印度種姓制度是一種"現代產物"，他認為種姓制度"在英國殖民統治時期經歷徹底的改變"。德克斯指出在殖民統治之前，種姓的歸屬相對寬泛且具有流動性，但殖民政府卻嚴格推行種姓制度，並建立一套比以往更加森嚴的等級體系，某些種姓被視為犯罪群體，而另一些種姓則取得優待。
荷蘭學者德·茲瓦特（De Zwart）指出，過去人們普遍認為種姓制度是印度教社會自古以來就存在的現象，但現代學者則主張，這個制度實際上是由殖民統治者塑造的。他認為，"當時的工作和教育機會是依據種姓來分配的，因此人們為爭取自身的最大利益，便積極組織和採納一套以種姓為基礎的社會體系"。德·茲瓦特還提到，後殖民時代的平權行動，反而進一步鞏固"英國殖民時期所推行的種姓制度，而這個制度本身就是殖民統治者以人為方式建構"。
紐西蘭學者斯威特曼（Sweetman）觀察到，歐洲人對印度種姓制度的理解，將印度過去的政治結構忽略，而強調其"本質上是宗教性"。種姓在殖民時期被界定為一種宗教體系，並與政治權力脫鉤。這種定義使得殖民統治者得以將印度描繪成一個充滿精神和諧的社會，以此來對比他們所批評的、過去那些"專制且缺乏實質"的印度土邦。殖民列強則聲稱，他們正以更"先進"的民族身份，對印度實施必要的"仁慈、家長式的統治"。

##### 更進一步發展
在英國殖民統治時期，人們對印度社會的種姓制度及其本質的理解不斷演變。英國學者科布里奇（Corbridge）認為英國針對印度各個土邦的政策，以及在每10年舉行一次的人口普查中將人口嚴格劃分為不同類別的做法，尤其是在1901年和1911年所做的兩次人口普查，都對種姓身份的僵化發揮推波助瀾的作用。
印度於1920年代發生的社會動亂促使殖民政府將先前的政策調整。從那時起開始推行一種帶有積極歧視色彩的政策，即為低種姓群體預留一定比例的政府工作機會。
在涉及印度殖民地統治的圓桌會議上，當時的英國首相拉姆齊·麥克唐納應印度法學家B·R·安貝德卡的要求，於1932年8月發佈《社群公報》，為穆斯林、錫克教徒、基督徒、盎格魯-印度人、歐洲人和達利特人提供單獨的政治代表權。根據這項規定，這些受壓迫的階級將擁有一定數量的議會席位，這些席位將由僅限於達利特選民的特殊選區選舉產生。聖雄甘地強烈反對這一安排，他認為這會導致印度教社群的分裂，並因此開始以絕食方式表達抗議。安貝德卡在多年後回憶說，甘地的絕食是一種施壓手段。最終是甘地結束絕食，安貝德卡也放棄爭取單獨選民的要求，雙方達成共識，這項協議被稱為《普納協定》。
印度獨立之後，政府正式確立根據種姓劃分以保留職位的政策，並制定官方的表列種姓和表列部落名單。

##### 其他理論和觀察
兩位美國社會學學者斯梅爾瑟（Neil J. Smelser）和李普塞特（Seymour Martin Lipset ）在評析英國學者赫頓（John Henry Hutton）對殖民時期印度種姓制度的研究時，提出印度種姓制度的儀式性特徵，可能是造成社會階層流動緩慢的原因。斯梅爾瑟和李普塞特認為，殖民政府在建立社會等級制度時，可能直接以印度原有的宗教儀式性種姓制度為基礎，進一步限制社會流動。
現代形式的種姓制度在18和19世紀英國殖民統治初期於南亞的發展並非各地一致。法國研究殖民時期印度的歷史學家克勞德·馬科維茨（Claude Markovits）指出，在18世紀末和19世紀的大部分時間裡，印度北部和西部地區（如信德地區）的印度教社會，並未形成完善的種姓制度。他們的宗教信仰具有流動性，融合濕婆教、毗濕奴派和錫克教的元素，而婆羅門並非普遍存在的祭司階層，反而是巴瓦（屬於毗濕奴派的婆羅門）扮演著更重要的宗教角色。馬科維茨進一步寫道，在印度西北部的印度教商人團體中，"如果說宗教並非主要的社會結構因素，那麼種姓制度也同樣不是"。

### 當代印度

#### 種姓政治
社會階層劃分以及由此產生的不平等現象，在今天的印度依然存在，並受到廣泛批評。印度社會學家阿爾溫德·沙阿指出，政府推行的保留制（為特定群體保留職位和入學名額）和落後階層配額等政策，目的在縮小這種不平等，但矛盾的是，這些政策在某種程度上也不可避免的導致這種社會分層持續保留下來。印度政府官方承認歷史上受到歧視的印度社群，例如將以前的"不可接觸者階層"歸類為"表列種姓和表列部落"，並將一些經濟上較為落後的種姓歸類為"其他落後階層"。
然而，也有一部分人堅認為避免公共部門的職位被上層種姓成員長期把持，根據種姓的保留名額有其必要。他們同時強調，印度的保留政策的主要目標並非消除貧窮，而是要確保所有不同的種姓群體都能在社會上獲得充分的代表權。

#### 婚姻
在印度，絕大多數的婚姻仍然是在同種姓內部進行。跨種姓和跨宗教的婚姻，大多出現在那些"經濟條件較好、教育程度較高、文化觀念較為開放且生活在城市"的人群中"。在2005年所做的一項研究顯示，從1981年到2005年，跨種姓婚姻的比例雖然幾乎增加一倍，但總體水平仍然不高，僅為6.1%。
在印度，反對跨種姓婚姻的觀念依然普遍。皮尤研究中心所做的一項民意調查顯示，超過60%的印度人認為，阻止男性和女性與自己種姓以外的人結婚是"非常重要"的。這項調查還指出，基督徒和佛教徒對於跨種姓婚姻的接受度會比印度教徒、穆斯林和錫克教徒相對為高。因不贊成跨種姓婚姻而發生的名譽殺人事件仍屢見不鮮。《展望印度（Outlook India）》雜誌援引非政府組織Evidence在2019年11月發佈的數據稱，僅坦米爾那都邦在過去5年內就發生高達195起已知的名譽殺人案例。
印度政府為鼓勵跨種姓婚姻，促進社會融合，而經由安貝德卡基金會（Dr. Ambedkar Foundation）設立"安貝德卡博士跨種姓婚姻社會融合計劃"，向跨種姓結合的夫婦提供經濟上的獎勵。此外，奧迪薩邦、哈里亞納邦、旁遮普邦、卡納塔卡邦、喜馬偕爾邦、比哈爾邦、坦米爾那都邦、拉賈斯坦邦和馬哈拉什特拉邦等多個邦政府也推行類似的獎勵措施。

##### 種姓相關暴力
獨立後的印度發生過多起與種姓相關的暴力事件。根據聯合國於2005年提出的一份報告，1996年約發生31,440起針對達利特人的暴力行為。聯合國報告稱，每10,000名達利特人中發生過1.33起暴力行為。相對的是聯合國報告稱於2005年，在全球已開發國家中，每10,000人中就發生40至55起暴力行為。前述對達利特人暴力的一個例子是2006年的凱爾蘭吉屠殺事件，在馬哈拉什特拉邦有4名達利特人遭到殺害。
印度政府為預防和懲罰針對印度表列種姓和表列部落成員的暴行和歧視，頒佈《印度1989年表列種姓和表列部落（防止暴行）法案》。法案明確列出多種可被懲處的犯罪行為，例如"強迫受害者食用或飲用令人作嘔的東西，將糞便、污水、動物屍體丟棄在他們的住家或院子裡，非法侵佔土地，公開侮辱，性侵犯"等。印度的國家犯罪記錄局在其年度報告中，會統計並公佈根據這項法律所記錄的犯罪案件。近年來，依據此法報告的犯罪案件總數呈現上升趨勢，但最終的定罪率卻偏低。在2019年，針對表列種姓社群成員的犯罪案件增加7.3%，而針對表列部落成員的犯罪案件增幅更高，達到26.5%。

### 印度僑民
種姓制度的影響也延伸到海外印度移民社群中。例如在美國的達利特人表示，他們仍然遭受歧視和暴力。美國加州公民權利部於2020年對科技公司思科系統及其兩名員工提起訴訟，理由是他們歧視一位印度工程師，而歧視的原因是這位工程師的種姓比他們低。這起訴訟引用民權組織Equality Labs在2018年進行的一項調查，該調查顯示有67%的達利特人"表示他們因為自己的種姓，在工作場所受到不公平的對待"。
英國政府曾在2017年3月至9月間，針對如何透過法律途徑確保民眾免受種姓歧視進行公開諮詢。政府根據諮詢結果最終決定，"對抗非法種姓歧視的最佳保障方式，是依賴法院和審裁處在處理相關案件時逐步發展而形成的判例法"。

## 平權行動
印度憲法第15條明文禁止與種姓相關而發生的歧視，而第17條更宣告以"不可接觸性"對待為非法行為。印度為進一步落實這些規定，而在1955年頒頒佈《不可接觸性（罪行）法》（後於1976年更名為《公民權利保護法》），這項法律不僅規範歧視的意圖，更強調必須強制執行反歧視的規定。該國也於1989年通過《表列種姓和表列部落（防止暴行）法》，以能更有效保護這些弱勢群體的權益。
- 為調查、監督、提供建議並評估"表列種姓和表列部落"的社會經濟發展狀況，印度設立有國家表列種姓和表列部落委員會。[250]
- 印度針對被劃歸為"表列種姓和表列部落"的群體所實行的保留制度，已經有超過50年的歷史。由於印度私營的自由市場企業數量不多，公共部門的工作在國民經濟就業結構中佔有主要地位。一份於2000年發表的報告估計，印度絕大多數的工作都集中在政府或政府所屬機構的企業裡。[251]實施超過50年的保留制度在一定程度上是成功的，數據顯示全印度在1995年有17.2%的工作崗位由最低種姓的人擔任。
- 印度政府將其公務員職位劃分為四個等級：A組為最高級、薪資最高的職位，D組為最低級、薪資最低的職位。在D組職位中，最低種姓人口所佔的比例比其在總人口中的比例高出30%。在C組的所有職位中，最低種姓人口所佔的比例與其人口比例大致持平。然而，在A組和B組的高級職位中，最低種姓人口所佔的比例則比其人口比例低30%。[252]
- 印度最低種姓群體在薪資最高、級別最高的政府職位中所佔的比例有顯著提升，從1959年僅佔1.18%，增加到1995年的10.12%，成長將近10倍。[253]

### 承認
印度政府正式承認那些在歷史上曾遭受歧視的社群，例如將以前的不可接觸者歸類為表列種姓和表列部落，並將一些經濟上較為落後的首陀羅種姓歸類為其他落後階層。在現代的文獻中，表列種姓有時也被稱為達利特。根據2001年的統計，達利特人口佔印度總人口的16.2%。估計在印度10億印度教徒中，上層種姓佔26%，其他落後階層佔43%，印度教的表列種姓（達利特）佔22%，印度教的表列部落（阿迪瓦西）佔9%。
為促進社會公平與包容，印度不僅長期致力於保障表列種姓和表列部落人民的權益，更進一步將經濟和社會地位較弱勢的落後種姓群體納入發展進程。具體是印度政府在1990年依據曼德爾委員會的報告，決定為落後階層提供27%的保留職位。此後，這項政策於國營事業和政府部門中落實，確保社會和教育程度較低的群體（SEBCs）能夠享有27%的就業機會。值得注意的是這項27%的保留名額是疊加在過去50年來即已存在、為印度最低種姓保留的22.5%配額之上的。

### 曼德爾委員會
曼德爾委員會於1979年成立，主要任務是界定在社會和教育方面處於弱勢的群體，並探討透過保留席位和配額的方式，彌補由種姓制度造成的歧視。委員會於1980年發布報告，對於印度法律中實行的平權行動原則給予肯定。根據這項原則，除原先已為達利特階層（過去常稱不可接觸者）和部落居民預留的23%名額外，其他落後階層（簡稱OBCs）進一步獲得額外27%的政府職位和公立大學入學機會。然而，時任總理的V. P. 辛格政府在1990年試圖推行曼德爾委員會的建議時，引發印度全國大規模的抗議活動。許多人認為，政治人物推動種姓保留名額制度，其真實目的是為爭取選票。

### 其他落後階層
各界對於印度境內其他落後階層（OBC）的實際人口數量存在顯著的爭論。雖然普遍認為OBC群體人數龐大，但許多人指出，無論是曼德爾委員會，還是印度國家樣本調查所（National Sample Survey）提供的數據，都有將數字高估的嫌疑。
此外，這項為特定群體保留名額的制度也引發諸多抗議，例如2006年的反保留名額抗議事件。許多人抱怨，這種制度對不符合保留條件的上層種姓是一種逆向歧視。
印度政府為能更精確掌握不同社會群體的貧窮狀況，於2011年5月批准一項涵蓋貧窮、宗教和種姓的人口普查。這項普查的另一重要目的是協助政府重新評估，甚至可能調整部分過去倉促制定的政策，例如備受爭議的曼德爾委員會建議，以期使相關政策能更貼合當代社會現實，並提升其客觀性。然而對保留制度持批評意見的人士認為，現今社會在屬於落後種姓方面已不再有任何污名問題。他們指出，由於可在教育和就業方面享有巨大的憲法優惠，許多人可能會為此虛報自己的種姓以獲取利益。這種行為不僅會導致落後種姓的人數大幅增加，當這些可疑的種姓聲明受質疑時，將會消耗大量的行政和司法資源來處理由此引發的社會不安和訴訟。
20世紀的印度政府部門和議會，主要是由上層階級的穆斯林所主導。為改變這種不均衡的狀況，社會上出現呼聲，主張將穆斯林社群中的不可接觸者階層和低種姓群體，也納入印度《表列種姓和表列部落條款法》的保護範圍，讓他們也能享有平權措施。根據薩查爾委員會的建議，這些群體也獲得額外的保留名額。

### 政府援助成效
研究人員德賽等人（Desai et al.）於2008年進行一項研究，深入探討印度於1983年至2000年間，最底層種姓和部落社群中6至29歲兒童及青年的教育成果。該研究針對超過10萬個家庭進行全國性調查，涵蓋4個不同的年份。研究結果顯示，低種姓兒童完成初等教育的機會顯著提升。更令人矚目的是，達利特兒童完成中學、高中乃至大學教育的人數增長速度，是全國平均水平的3倍，且在高等教育階段，低種姓和高種姓的總人數已趨於統計學上的相等。然而，該研究也揭示在2000年，從未接受過任何學校教育的達利特男性比例，仍然是高種姓男性的兩倍以上。此外，達利特女性的大學畢業率僅為1.67%，遠低於高種姓女性的9.09%。印度在1983年至2000年間，就學的達利特女孩人數翻了一倍，儘管如此，其入學率仍舊低於全國的平均水平。與此同時，印度境內的其他貧窮種姓群體以及穆斯林等族裔群體，在教育程度上也呈現進展，但他們的進步幅度相較於達利特人和阿迪瓦西人而言，仍然較為緩慢。值得注意的是達利特人和穆斯林於1999年的整體入學率，在統計數據上呈現相似的水平。
根據世界銀行在2007年於印度進行的全國性調查，該國史上遭受歧視的種姓群體中，超過八成的兒童已經開始接受學校教育。達利特社群兒童的入學率呈現最快速增長，與印度近年來經濟的蓬勃發展階段相吻合。
根據研究人員Darshan Singh撰寫的一份報告，深入分析印度歷史上遭受歧視的種姓群體在健康及其他社會經濟指標方面的變化。如：
- 在2001年，印度最低種姓的識字率為55%，相較之下，全國的平均識字率為63%。
- 同年，印度最低種姓兒童的疫苗接種率為40%，略低於全國平均水平的44%。
- 在飲用水的近便性方面，同年印度最低種姓中有80%的家庭或其附近能取得飲用水，略遜於全國平均的83%。
- 在1995年至2005年間，印度最低種姓的貧窮率顯著下降，從49%降至39%。但與此同時，全國的貧窮率也從35%降至27%，顯示最低種姓的貧窮率下降幅度略低於全國平均水平。

現代印度不同種姓群體的平均預期壽命均有所延長，但國際人口科學研究所發表的一份報告指出，相較於種姓，貧窮才是當今印度影響個體預期壽命更為顯著的因素。

## 對印度其他宗教的影響
雖然種姓制度通常被認為是印度教信仰者社群的特有現象，但事實上在印度次大陸的其他宗教社群中也存在類似階級劃分，例如佛教、基督和穆斯林等。

### 穆斯林
在印度穆斯林社群內部，可觀察到類似於種姓制度的社會分層現象。他們遵循同族通婚（內婚制）、高嫁的習俗，職業具有世襲性，並傾向避免與不同群體間社交互動。這些特徵導致穆斯林社群內部出現階層化。但對於這些現象是否應被定義為伊斯蘭教的種姓，學術界存在爭議。部分學者認為，穆斯林社群內的歧視程度相較於印度教的為輕，但也有批評者指出，南亞穆斯林社會中的歧視問題可能會更為嚴重。
自伊斯蘭教初抵南亞時起，來自阿拉伯、波斯和阿富汗的穆斯林便被視為社會的上層階級。一些原先屬於高種姓的印度教徒在皈依伊斯蘭教後，也融入統治階層，這些皈依者連同外來的穆斯林群體，共同被稱為 ″阿什拉夫（Ashraf） ″（意為貴族）。在阿什拉夫之下，是屬於中等階級的穆斯林，稱為 ″阿吉拉夫（Ajlaf） ″，而社會地位最低的穆斯林則被稱為″阿扎爾（Arzal）″。反種姓制度的倡議者如安貝德卡，如同英國民族誌學家（也是當時英國殖民政府的人口普查專員）赫伯特·霍普·里斯利一樣，將穆斯林社群中的阿扎爾階層視為等同於印度教的不可接觸者。。
在孟加拉地區，一些穆斯林將其社群內部的社會階層劃分稱為考姆（ قوم (qaum)）。這個字眼不僅在孟加拉的穆斯林社群中使用，也在印度其他地區以及巴基斯坦和阿富汗的穆斯林社群中使用。考姆的成員資格遵循父系繼承制度，其內部存在著職業等級，並傾向與同族通婚。一個人的考姆身份是與生俱來。根據研究人員巴特（Barth）的分析，這種社會分層的根源在於歷史上對″帕克″（pak，意為純潔）和″帕里德″（paleed，意為不潔）的區分。這種區分依據的是家庭的社會或宗教地位、所從事的職業以及是否涉及性犯罪等因素。雖然歷史上曾出現過以膚色來界定帕克和帕里德的現象，但巴特認為這並非其本源，而是外人通過類比印度教的種姓制度而引入的觀念。
在印度和巴基斯坦的穆斯林社群中，同族通婚現象十分普遍，常見的形式是由家庭安排的近親婚姻。馬利克認為由於伊斯蘭教義本身並未明確認可，考姆更像是一種準種姓制度，而且這種社會分層的現象並非南亞所獨有，在其他伊斯蘭文化圈中也存在類似的模式。

### 錫克教
在錫克教的文獻中，瓦爾納被稱為 "瓦蘭"（Varan），而迦提則被稱為 "扎特"（Zat）或 "扎特-比拉達里"（Zat-biradari）。埃莉諾·內斯比特在其關於錫克教的著作中闡述道，錫克教文獻將瓦蘭描述為一種階級系統，而扎特則帶有一些種姓制度的特性。雖然錫克教的理論教義不承認種姓的等級或差異，但內斯比特指出，在現實中，現代錫克教徒普遍存在同族通婚的習俗。此外，那些出身於較低種姓、經濟狀況較差的錫克教徒，往往會聚集在屬於自己社群的禮拜場所。內斯比特還觀察到大多數錫克教家庭在為子女擇偶時，仍然會確認潛在伴侶的種姓背景。她特別提到，所有錫克教的宗師都與其扎特內部的人通婚，並且他們並未對自己子女或廣大錫克教徒的同族通婚習俗提出反對或加以打破。
雖然錫克教的宗師曾對種姓制度的階級觀念提出批判，但這種制度在錫克教社群內部依然存在。印度社會學教授蘇林德·S·喬德卡（Sunrinder S, Jodhka）指出，那些屬於擁有土地的優勢種姓的錫克教徒，並未完全消除其對達利特人的偏見。即使達利特人被允許進入村莊的錫克教寺廟（gurudwaras），但這些人仍不被允許在其中烹煮或分發公共膳食（langar）。因此旁遮普邦的達利特人會盡力聚集資源以建立自己的錫克教寺廟及其他地方性機構，以取得一定程度的文化自主性。
印度政府於1953年應錫克教領袖塔拉·辛格要求，承認由不可接觸者皈依而來的錫克教徒的種姓地位，並將其納入印度政府的表列種姓名單之中。此外，在錫克教最重要的管理機構 - 錫克教古爾瓦拉管理委員會的140個席位中，特別為出身低種姓的錫克教徒保留有20個席位。
雖然耆那教的種姓制度在歷史上已存在數百年，並主要以族內通婚的形式延續，但當代學者對其重要性持有不同觀點。蘇格蘭印度學家保羅·鄧達斯認為在現代社會，種姓制度在耆那教社群中已不再具有顯著影響。然而研究人員卡里瑟斯（Carrithers）和漢弗萊斯（Humphreys）的研究則提出相反的證據，他們具體描述拉賈斯坦邦的主要耆那教種姓及其社會等級。這顯示對於耆那教社群中當代種姓制度的影響，學術界仍存在不同的理解。

### 基督教
在印度的基督徒社群中，社會階層劃分是個複雜的現象，其依據不僅包括傳統的種姓制度，也受到教派歸屬和地理位置的影響。基督徒社群內的種姓區別，往往可追溯到個人或其先祖自16世紀以來皈依基督教時所屬的種姓。這種歷史淵源在當代印度基督徒社群中依然有所體現。例如，不同種姓背景的信徒之間通常不通婚，甚至在教堂進行宗教儀式時，也可能分開就坐。這表明即使在基督教信仰的框架下，印度社會固有的種姓觀念仍在某種程度上塑造信徒的社會互動模式。
印度基督徒社群中最早可追溯的種姓觀念，起源於印度南部的喀拉拉邦，當地信徒被稱為聖多馬基督徒，(亦稱印度敘利亞基督徒）。針對這一獨特現象，蘇格蘭神學家鄧肯·佛雷斯特指出，喀拉拉邦擁有印度歷史最悠久、規模龐大且長期以來在傳統印度教種姓體系中享有崇高地位的基督教社群，這在印度其他地區為絕無僅有。福雷斯特進一步提出，這批基督徒社群的運作模式高度類似於一個種姓，完全可被視為一個成熟的種姓，或至少是一個具有濃厚種姓特徵的社會群體。在與周圍印度教社會的互動中，喀拉拉邦的聖多馬基督徒通過積極遵循印度教的種姓規範，成功地將自身融入當時的印度種姓體系，並被印度教徒認可為在其社會等級制度中佔據較高地位的一個種姓。.
聖多馬基督徒傳統上認為他們的祖先是曾受聖多馬福音感召的南布迪里婆羅門和奈爾等印度教高種姓階層。這一信仰在一定程度上將他們在社會等級制度中的較高地位鞏固。然而隨著歐洲傳教士抵達喀拉拉邦，並開始在下層種姓中傳播基督教信仰，當地形成兩個新的基督徒群體：馬拉巴爾拉丁天主教徒以及由達利特群體構成的新教基督徒。然而包括聖多馬基督徒在內的高種姓基督徒社群依舊將這些新皈依的群體視為社會地位較低的種姓。這反映出，即使在同一宗教信仰之下，源於傳統印度社會的種姓觀念仍在持續影響不同基督徒群體之間的社會認知與互動。
| 宗教/種性 | 表定種性和表定部落 | 阿迪瓦西 | 其他落後階層 | 上層種性 |
| --------- | ------------------ | -------- | ------------ | -------- |
| 印度教    | 22.2%              | 9%       | 42.8%        | 26%      |
| 伊斯蘭教  | 0.8%               | 0.5%     | 39.2%        | 59.5%    |
| 基督教    | 9.0%               | 32.8%    | 24.8%        | 33.3%    |
| 錫克教    | 30.7%              | 0.9%     | 22.4%        | 46.1%    |
| 耆那教    | 0.0%               | 2.6%     | 3.0%         | 94.3%    |
| 佛教      | 89.5%              | 7.4%     | 0.4%         | 2.7%     |
| 祆教      | 0.0%               | 15.9%    | 13.7%        | 70.4%    |
| 其他      | 2.6%               | 82.5%    | 6.25         | 8.7%     |
| 合計      | 19.7%              | 8.5%     | 41.1%        | 30.8%    |

### 宗教人口分布
表1呈現根據印度統計及計畫執行部第55輪（1999-2000年）和第61輪（2004-05年）綜合調查數據（基於附表1和附表10的合併樣本）分析而得的印度各宗教群體人口按種姓類別的分佈情況。值得注意的是1980年曼達爾委員會的報告曾指出其他落後階層佔印度全國人口的52%。但根據2006年國家抽樣調查組織的後續調查，比例已下降至41%。這組數據反映在特定時間段內，印度人口結構中不同種姓群體的構成及其變化趨勢。

## 批評
印度國內以及國際社會都曾對種姓制度提出批評。尤其是種姓問題自1980年代開始在印度政治領域已演變為一個備受關注且極具爭議性的議題。這反映出，種姓制度不僅在社會層面受到質疑，其在政治運作中的影響也引發廣泛的討論和衝突。

### 印度社會改革家
印度歷史上有諸多社會改革家，他們對根深蒂固的種姓制度提出嚴厲的批判。

#### 巴薩瓦
在眾多改革者中，巴薩瓦（公元1105年至1167年）是一位重要的思想家。他提倡一種個人化的虔誠崇拜方式，主張摒棄當時盛行的寺廟崇拜和繁瑣的宗教儀式，轉而強調信徒通過直接與濕婆溝通來表達虔誠。他推廣佩戴個人化的聖像和符號，例如小型的林伽，作為個人崇拜的媒介。巴薩瓦的這一革新使得濕婆能普及到每個人、每一個時刻，超越性別、社會階級和種姓的界限。他的教誨和充滿智慧的詩句，例如著名的"Káyakavé Kailása"（意為"工作是通往凱拉薩（至福之境，天堂）的道路"，或"工作本身就是一種崇拜"），在當時廣泛流傳，對社會產生深遠影響。

#### 喬蒂勞·普萊
喬蒂勞·普萊（公元1827年至1890年）是一位堅定的種姓制度反對者。他強烈駁斥那些將種姓制度視為自然產物，且聲稱其起源於印度教經典中造物主諭令的說法。普萊以其深刻的邏輯質疑道，倘若創造神梵天有意設立種姓制度，為何僅僅在人類社會，而不在其他生物界推行？他指出無論是動物還是鳥類，其物種內部並不存在種姓劃分，那麼，作為"人類這種動物"，為何要存在如此不平等的制度？
普萊進一步在其批判中指出，婆羅門階層不能僅因為其種姓身份就宣稱擁有優越地位，因為他們在與歐洲人共同飲宴時，往往會拋開這些種姓的區別。他強調，個人的職業並非為種姓產生的原因，而種姓也無法決定個體的職業發展。普萊以生動的比喻闡明，即使有人從事被視為"骯髒"的工作，這也絕不表示他們在社會地位上就低人一等。正如一位母親清理自己孩子的排泄物，這項行為的性質並不會降低她作為母親的尊嚴。普萊堅信任何基於儀式性職業或任務的社會等級劃分，都無法真正確立人與人之間有優劣之別。

#### 辨喜
辨喜與其他改革者類似，也對種姓制度提出嚴厲的批判，認為它是為眾多人設置的社會制度之一，會嚴重阻礙個體自由思考和行動的能力。他強調無論是否存在種姓、信條，任何限制個人自由思想和行動的個體、社會階級、種姓群體、民族或社會機構，都如同邪魔一般，必須被徹底摒棄。辨喜堅定主張思想和行動的自由是生命存在、社會發展以及個人福祉的唯一根本條件。

#### B·R·安貝德卡
安貝德卡的出身極具代表性，他誕生於印度社會中被劃歸為不可接觸者的階層。然而他憑藉卓越的才華和不懈的努力，崛起成為印度傑出人權運動的領袖、一位著作等身的思想家，更在1940年代現代印度憲法的起草過程中扮演甚為重要的角色。安貝德卡對印度社會的歧視現象、種姓制度造成的深重創傷及其悲劇性後果進行廣泛而深刻的著述。
安貝德卡在分析種姓制度的起源時，認為其根源在於長期族內通婚的做法，並指出這種制度通過不同社會群體的相互效仿而逐步擴散。他闡述道，最初，婆羅門、剎帝利、吠舍和首陀羅僅僅是社會階層的劃分，個體職業的選擇並未受到出生的嚴格限制，且不同階層之間存在族外通婚的現象。然而，婆羅門群體率先開始奉行族內通婚，並逐漸形成一個封閉的社會群體，因此他將種姓定義為一種"封閉的階級"。他進一步指出，諸如娑提 (習俗)（後演化為殉夫）、強迫寡居以及童婚等傳統習俗的出現，是為強化族內通婚這一核心原則的需要發展而來。同時，一些宗教論典也被用來美化這些習俗，使其在社會上得以毫無疑問地被遵守和延續。安貝德卡認為在婆羅門群體確立族內通婚等習俗之後，其他種姓群體也開始仿效，進一步將種姓制度鞏固。雖然安貝德卡借鑒法國社會心理學家加布里埃爾·塔爾德的理論，來解釋種姓制度在不同群體間的傳播機制，但他明確指出，不能將種姓制度的最初起源簡單地歸咎於婆羅門階層或古代法典編纂者摩奴。此外，他也駁斥那些試圖從種族差異的角度來解釋種姓制度起源的相關理論。

#### KK·薩拉昌德拉·博斯
在2014年，KK·薩拉昌德拉·博斯（KK Sarachandra Bose）發起一項意義深遠的反種姓運動。他帶領30多名志願者，進行為期40天的"印度之旅"（Bharat Yatra），行程將近14,000公里（約8,700英里），從南端的提魯沃嫩塔布勒姆跋涉至首都德里，以喚起社會對終結種姓制度的重視。博斯堅信，種姓字眼的使用本身就與1948年聯合國頒佈的《世界人權宣言》的基本原則相悖。基於此，他強烈呼籲印度政府啟動憲法改革進程，目標是在2014年12月之前，徹底清除印度憲法中所有與種姓制度相關的條文。

## 政治中的種姓因素
在印度政治的舞臺上，許多政黨長期以來都奉行以種姓為基礎的票倉政治。例如，大眾社會黨（BSP）、社會黨和人民黨等政治力量公開宣稱代表社會上較為弱勢的落後種姓群體，並主要依賴其他落後階層的支持，且經常與達利特和穆斯林社群結成政治聯盟，以期在選舉中獲勝。但另一方面，印度教右翼勢力也時常因其自身帶有種姓色彩的政治動員而引發社會爭議。一個典型的案例發生在2020年，當時印度人民黨（BJP）的國會議員普拉吉亞·辛格·塔庫爾，在向一個名為"剎帝利大會"的種姓組織發表演講時，因其針對首陀羅階層的言論而遭受輿論的強烈譴責。

## 種姓制度與經濟不平等
一份於1995年發表的研究報告，指出印度的種姓制度在經濟層面上體現為富裕的上層種姓群體對貧窮的下層種姓群體的剝削。於2001年發表的一項報告進一步揭示印度土地所有權的極度不均：高達36.3%的人口完全沒有土地，而佔人口絕大多數的60.6%僅擁有全國約15%的土地，與之形成鮮明對比的是有極少數（僅佔3.1%）的富裕人口卻佔有同樣比例（15%）的土地。學者哈克（Haque）所做的分析也顯示，無論是社會地位較低的表列種姓還是其他較高的種姓群體，超過九成的人或是沒有任何土地，或是所擁有的土地每年每戶所能產生的食物和收入都低於1,000美元。然而，就全國而言，無論土地所有者的種姓背景如何，印度99%以上的農地規模都小於10公頃，而99.9%的農地則小於20公頃。此外，印度政府還積極推行農業土地上限法規，以限制個人或實體擁有的土地面積，以期緩解土地分配不均的問題。印度政府曾依據相關法律強制徵用部分土地，並將數千萬英畝的土地重新分配給無土地和經濟困窘的低種姓群體。但哈克指出，印度立法機構當前面臨的挑戰是改革並將現有的國家土地法律體系現代化，而非過度依賴嚴格的土地所有權上限以及租佃制度的改革措施。
學者艾亞爾（Aiyar）在2011年發表的一項研究報告中同樣指出，1950年至1990年間印度學界盛行的關於經濟剝削以及基於此提出的土地再分配等定性分析，並未對提升民眾的生活品質和減少貧窮現象產生實質性的影響。而自1990年代以來推行的經濟改革，以及由此湧現的非農業就業機會，反而能有效降低貧窮率，並提升印度社會各個群體的人均收入水平。為佐證其觀點，艾亞爾列舉以下證據：
雖然有批評聲音認為，經濟自由化的成果僅惠及少數社會精英，而將貧窮群體，尤其是印度教種姓制度中最底層的達利特人遠遠拋在後。然而，近期一項具有權威性的調查卻揭示過去20年間達利特人生活水平有顯著的改善。具體數據顯示，電視的普及率從幾乎為零躍升至45%、手機擁有率也從零增長至36%、摩托車、踏板車和輕便摩托車等兩輪交通工具的擁有率從無到有，達到12.3%、兒童食用隔夜剩飯的比例顯著下降，從95.9%降至16.2%……更為重要的是，達利特人自主經營生意的比例大幅提升，從原來的6%增長至37%，而以農業勞工為生的比例則顯著下降，從46.1%降至20.5%。這些數據提供有力證明，達利特群體在經濟自由化的進程中，其生活境況也產生顯著改善。
學者卡桑（Cassan）深入研究印度達利特社群內部兩個不同群體所受到的差異化影響。他的研究顯示印度整體經濟的持續增長是推動達利特社群經歷最快速且最為顯著社會經濟變革的主要動力。卡桑總結認為當前印度歷史上長期遭受歧視的種姓群體要實現進一步的發展，其主要制約因素已不再是既有的法律和社會計畫倡議，未來的進步更有可能源於印度農村和城市地區優質教育資源的改善，以及國家經濟的穩健增長。

## 種族隔離與歧視
阿南德·特爾圖姆布德、戈帕爾·古魯等多位學者將印度社會對達利特人的不公正待遇，比作一種"隱藏的種族隔離"現象。然而一些批評者針對這種指控，強調自印度獨立以來，藉由印度憲法所賦予的權利和特權的嚴格落實，以及1955年頒布的《公民權利保護法》有效實施，達利特人的社會地位已取得實質性的進步。這些批評者同時也認為，在當代的城市公共生活領域，基於種姓的歧視性做法基本上已經消失。
學者納文·巴拉提（Naveen Bharathi）、迪帕克·馬爾甘（Deepak Malghan）和安達利布·拉赫曼（Andaleeb Rahman）的最新研究揭示"印度卡納塔卡邦的村莊內部，基於種姓的居住隔離程度，竟然超過美國南方歷史上持續影響至今的黑白居住隔離現象。"研究者指出，這一驚人發現與此前多項民族誌研究的結論一致，均表明印度農村地區的居住空間呈現出明顯的種姓隔離模式。
印度名為《The Wire》的新聞網站與普立茲危機報導中心聯合進行的一項調查，揭露印度多個邦的監獄管理手冊依舊沿用英國殖民統治時期制定的版本，這些過時的手冊被獄方用於監獄內部強制推行基於種姓的勞動隔離制度。印度最高法院針對此一歧視性現象於2024年10月裁決，明確指出這種基於種姓劃分勞動的做法違反印度憲法第15條所保障的平等原則。最高法院特別審視數個邦監獄手冊中允許甚至明文規定此類做法的條款，並下令廢止。
社會學家凱文·萊利（Kevin Reilly）、斯蒂芬·考夫曼（Stephen Kaufman）和安吉拉·博迪諾（Angela Bodino）對印度根深蒂固的種姓制度持批判態度，但他們基於當代社會現實分析後認為現代印度社會的做法並不等同於種族隔離，其主要理由在於當前印度並不存在由國家政權正式批准和推行的歧視性政策。他們在其著作中明確指出當今印度的種姓主義"並非種族隔離" 。事實上，包括不可接觸者、部落居民以及其他傳統上地位最低的種姓成員，均受益於印度政府推行的多項平權行動計畫，且在政治領域也享有日益增長的權力。
部分學者明確反對將印度的種姓視為等同於種族的概念。其中，安貝德卡便曾指出，"旁遮普邦的婆羅門與恰馬爾，就其種族血統而言，實屬同源。種姓制度的功能並非劃分種族界限，而是在同一種族內部進行的社會性分工。"眾多社會學家、人類學家及歷史學家也紛紛否定種姓制度的種族起源論以及對種族因素的過度強調，他們傾向認為將種姓問題種族化的觀點，其背後往往隱藏著純粹的政治和經濟考量。貝泰耶（Beteille）在其著作中明確闡述道："將印度所有的表列種姓視為一個單一的種族，其合理性與將所有婆羅門階層視為一個種族同樣不足。不能僅因為我們希望保護某個社會群體免受偏見和歧視，就將其簡單地歸類為一個種族。"此外，貝泰耶還批評聯合國於2001年在德班主辦的反種族主義大會 ，認為其立場"正背離業已確立的科學共識"。

## 大眾文化

### 文學
種姓制度在文學領域一直是重要的敘事主題。穆爾克·拉吉·阿南德的處女作品，名為《不可接觸者》（1935年）的小說便深刻探討印度社會中存在的不可接觸者問題。同樣，女性作家阿蘭達蒂·羅伊於1997年出版的處女作小說《微物之神》也觸及跨越不同宗教的種姓制度及其影響。一位名為薩布·托馬斯（Sabu Thomas）的律師曾向法院提起訴訟，請求出版商在發行《微物之神》時刪除其最後一章，理由是該章節對不同種姓成員之間的性行為進行過於露骨的描寫。托馬斯主張小說結尾部分為淫穢的內容，嚴重傷害小說故事背景所依賴的聖多馬基督社群的宗教情感。

### 電影
在印度電影的發展歷程中，種姓制度一直是重要的敘事題材。由阿許克·庫馬爾和黛薇卡·拉妮領銜主演的印地語影片《不可接觸的少女（Untouchable Maiden）》（1936年）堪稱早期具有改革意識的電影作品。此後，諸如《蘇佳塔》（1959年）和《萌芽》（1974年）等一系列電影，持續聚焦於種姓歧視以及不同種姓群體間的關係描繪。以社會底層種姓為主要敘事視角的種姓題材電影，其數量在1960年代至90年代間達到高峰，這恰好與印度平行電影運動（又稱新印度電影）的蓬勃發展時期相吻合。但自1990年代以來，由於電影中高種姓主角的比例顯著增加，演員選角和產業參與方面也呈現出類似的趨勢，導致電影作品中的種姓代表性出現明顯失衡。這種現象的根源可以追溯到印度電影產業的開端即由一位婆羅門 - 達達薩赫布·法爾凱所開創。自那時起，雖然達利特群體不斷嘗試融入電影行業，但他們往往被安排飾演次要角色或反面人物。
進入21世紀後，印度湧現數部在種姓議題方面獲得高度評價的地區性電影。《狂野》（2016年）和《豬》（2013年）這兩部引人注目的馬拉提語電影，均以跨種姓的愛情故事為線索，深刻揭示社會中存在的種姓歧視現象。這兩部影片均由達利特導演執導，並以真誠且不加修飾的手法描繪低種姓群體的真實生活體驗，因而備受讚譽。此外，坦米爾語電影《騎馬的皇帝》（2018年）則尖銳聚焦於種姓暴力這一嚴峻的社會問題。而由巨星拉吉尼坎特主演的動作片《卡巴里》（2016年），同樣出自達利特電影製作人帕·蘭吉特之手，這也標誌著達利特導演在更主流的電影類型中發出自己的聲音。
印地語電影產業，相較於印度各地的區域性電影，在探討種姓歧視議題時，仍然呈現出由高種姓電影製作人和敘事主導的趨勢。即使在試圖觸及種姓歧視的作品中，這種現象依然明顯。《憲法第15條》（2019年）便是一部以種姓為背景的犯罪驚悚片，主角是一位婆羅門出身的英雄，他通過調查兩名達利特女孩的謀殺案來幫助當地的達利特村民，並致力於消除警察系統內部的種姓歧視。該片在票房上取得巨大成功，但其選角主要為高種姓演員，並且在敘事上將達利特人置於受害者的地位，因此引發諸多批評。

## 註解
1. ↑  Reich (2018，第143頁): "[Genetical] bottlenecks occur when relatively small numbers of individuals have many offspring and their descendants too have many offspring and remain genetically isolated from the people who surround them due to social or geographic barriers." Reich provides the examples  of Ashkenazi Jews ("from  whom I descend," he notes), the population of Finland, and religious dissenters such as the Amish.
2. ↑  Reich (2018，第144頁): Citing one example among many "striking ones," they cite the case of the Vaishya, a middle-caste group of about five million people in the southern state of Andra Pradesh, who were traced to a bottleneck that occurred between three thousand and two thousand years in the past.
3. ↑  Sweetman notes that the Brahmin had a strong influence on the British understanding of India, thereby also influencing the methods of British rule and western understandings of Hinduism, and gaining a stronger position in Indian society.[155]
4. ↑  Karade states, "the caste quarantine list was abolished by independent India in 1947 and criminal tribes law was formally repealed in 1952 by its first parliament".[197]
5. ↑  Dirks (2001a，第5頁): "Rather, I will argue that caste (again, as we know it today) is a modern phenomenon, that it is, specifically, the product of an historical encounter between India and Western colonial rule. By this I do not mean to imply that it was simply invented by the too clever British, now credited with so many imperial patents that what began as colonial critique has turned into another form of imperial adulation. But I am suggesting that it was under the British that 'caste' became a single term capable of expressing, organising, and above all 'systematising' India's diverse forms of social identity, community, and organisation. This was achieved through an identifiable (if contested) ideological canon as the result of a concrete encounter with colonial modernity during two hundred years of British domination. In short, colonialism made caste what it is today."
6. ↑  Dirks, Scandal of Empire (2006，第27頁): "The institution of caste, for example, a social formation that has been seen as not only basic to India but part of its ancient constitution, was fundamentally transformed by British colonial rule."
7. ↑  Sweetman cites Dirks (1993), The Hollow Crown, University of Michigan Press, p.xxvii
8. ↑  For example, some Britons believed Indians would shun train travel because tradition-bound South Asians were too caught up in caste and religion, and that they would not sit or stand in the same coaches out of concern for close proximity to a member of higher or lower or shunned caste. After the launch of train services, Indians of all castes, classes and gender enthusiastically adopted train travel without any concern for so-called caste stereotypes.[213][214]

1. 1 2  Bronkhorst 2020，第203, note 65頁 notes that Moorjani et al. (2013) "leaves us with the suspicion that endogamy had been adopted in the Dravidian south a full thousand years before the north, thus suggesting that something like a "caste system existed there already before and independently of Brahmanical influences."